# Luis Cuartero Lafarga
Luis Cuartero (Saragossa, 17 d'agost de 1975) és un exfutbolista aragonès, que jugava de defensa.
Cuartero ha format part del Reial Saragossa en tota la seua carrera professional. Va debutar al primer equip la temporada 92/93, tot i que no es consolidaria al planter saragossista fins a 1995. En eixos 15 anys ha jugat 190 partits de lliga. Sempre ha estat un jugador que ni era titular ni suplent, quedant-se cada campanya entre els 10 i els 20 partits disputats. El 2009 es va retirar a causa d'una lesió.
Amb el Saragossa va guanyar 2 Copes del Rei, una Recopa i una Supercopa. Té la marca d'haver estat el jugador que més partits ha jugat amb els aragonesos sense haver marcat cap gol.
Cuartero ha estat diverses vegades internacional amb les seleccions espanyoles inferiors (sub 20, sub 21 i sub 23).